# Juan Manuel Arrubla
Juan Manuel Arrubla Martínez (1789-1874) fue un emprendedor antioqueño que a mediados del siglo XIX realizó las primeras obras de urbanismo en Bogotá, entre ellas las Galerías Arrubla, la primera plaza de mercado cubierta, los cimientos del Capitolio y la remodelación del Palacio de San Carlos.

## Trayectoria
Llegó a Bogotá en los años 1820 junto con su hermano Manuel Antonio procedente de Antioquia. Ambos se involucraron en la finca raíz y se especializaron en comprar inmuebles en mal estado y repararlos. Según José María Cordovéz Moure, ellos trajeron el coche de Simón Bolívar, que le vendieron al gobierno de la Gran Colombia y fue el primero que circuló por las calles de Bogotá. En 1828 Francisco de Paula Santander le encargó la administración de sus bienes durante el destierro al que fue condenado tras la Conspiración Septembrina.
Hacia 1842 obtuvo el contrato de construcción de las Galerías Arrubla, un nuevo edificio para el cabildo en el costado oriental de la Plaza de Bolívar. Hacia 1945 los Arrubla ya había comprado la mayor parte de los inmuebles del costado occidental de esa plaza, que habían sufrido graves deteriores durante los terremotos de 1827 y 1828. Tras varios ires y venires, el proyecto fue aprobado el 22 de marzo de 1846 y fue terminado el mismo año. Este tenía 103 metros de frente y tres plantasː una galerías con dos pisos y locales, y un tercer piso de viviendas y oficinas. Fue la mejor construcción de arquitectura civil en su tiempo en la ciudad. El mismo año realizó los cimientos del Capitolio Nacional, diseñado por arquitecto Thomas Reed.
También junto con su hermano, hizo un circo de toros que fue reemplazado por la plaza de mercado.

### Legado
Durante buena parte de la Colonia la arquitectura bogotana se caracterizó por sus casas bajas de paredes gruesas. Dentro de sus innovaciones estuvo eliminar las ventanas salientes, que eran peligrosas para los transeúntes, y contribuir a generalizar el cielorraso.